# ألبرتو مارتينيلي
ألبرتو مارتينيلي (بالإيطالية: Alberto Martinelli)‏ هو عالم اجتماع إيطالي، ولد في 1940.